# 1933年のグランプリ・シーズン

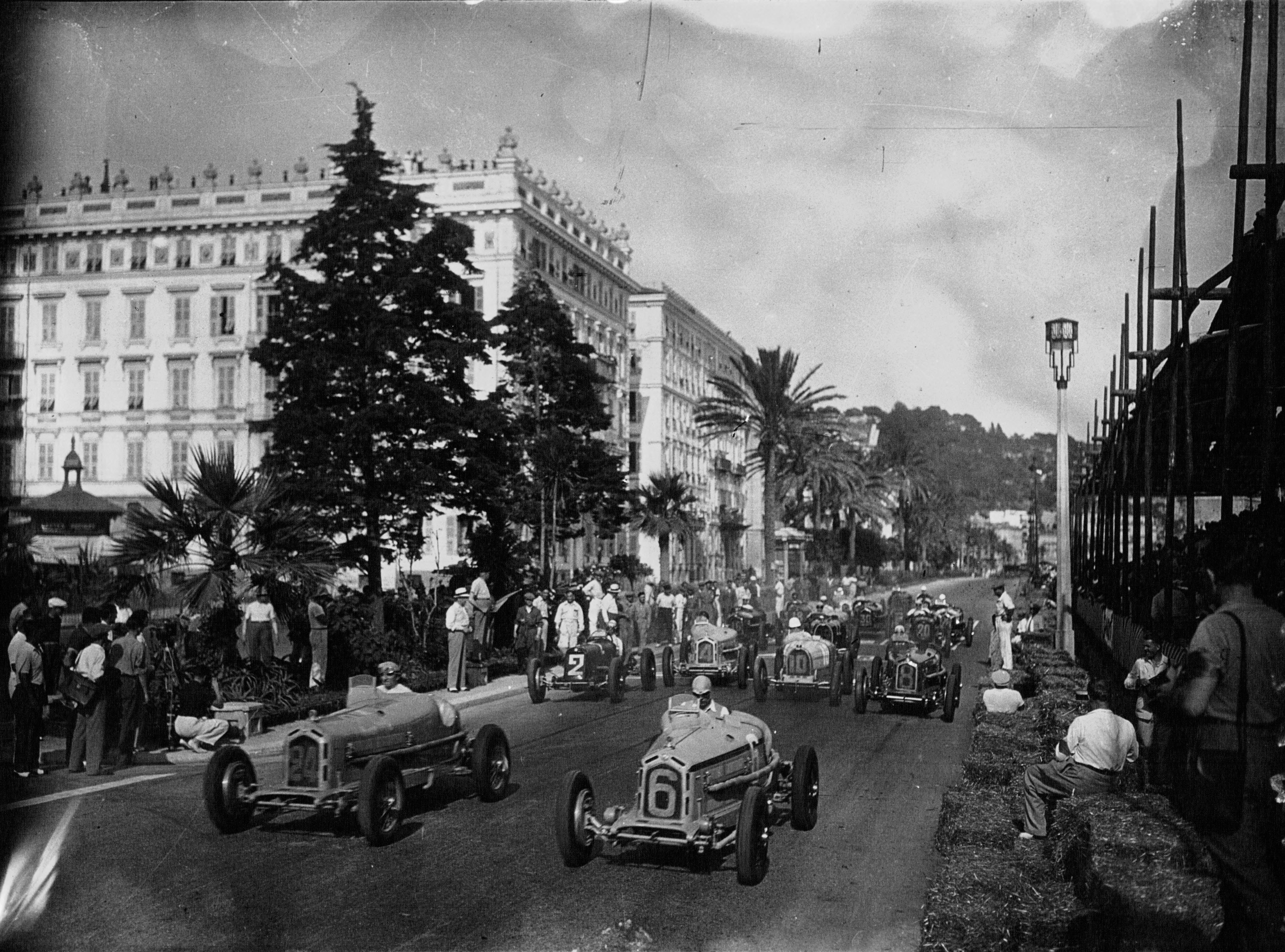
マセラティ8CMに乗るヌヴォラーリが1933年のニースグランプリを制した

1933年のグランプリ・シーズン は、AIACRヨーロッパ・ドライバーズ選手権のタイトルが設けられなかった2年間におけるグランプリ・シーズンである。タツィオ・ヌヴォラーリが7つのグランプリに勝利して最多勝を挙げたドライバーとなった。アルファロメオのマシンが開催された36のグランプリのうち19を制し1933年シーズンを席巻した。

## シーズン概要
経済的理由から、アルファロメオのファクトリーチームがグランプリから撤退した。アルファロメオはエンツォ・フェラーリが所有するスクーデリア・フェラーリにマシンを提供することでグランプリでの活動を存続した。当初、アルファロメオがアルファロメオP3の提供を拒否したため、スクーデリア・フェラーリは旧型の8Cモンツァを使用せざるを得ず、不満を覚えたヌヴォラーリとボルザッキーニはマセラティに移籍した。グラン・エプルーヴの初戦モナコグランプリでは、ブガッティのヴァルツィがヌヴォラーリとの最終ラップまで続くマッチレースを制して勝利を挙げた。この年マセラティ8CMをデビューさせたマセラティは、アルファロメオの不在に乗じてグラン・エプルーヴで２勝を挙げた。しかし、シーズン後半にはアルファロメオP3の使用を許されたフェラーリが逆襲に転じ、イタリアグランプリとスペイングランプリを連勝した。他方、1933年は重大事故が多発したシーズンとして記憶されることとなった。ルイ・シロンと共にスクーデリア・CCを設立したカラツィオラは、モナコグランプリに向けた練習走行中に重傷を負ってシーズンを欠場した。9月のモンツァグランプリは、高速オーバルコースを使用して計4レースで争われた。第2レースの南カーブ、カンパーリとボルザッキーニはオイルに乗ってコースを飛び出し、2人は事故死した。続く最終レース、チャイコフスキーがまたも南カーブで大クラッシュを起こし、命を落とした。

### グラン・エプルーヴ
| 開催日  | レース             | サーキット               | ファステストラップ     | 優勝者                 | コンストラクター | レポート |
| ------- | ------------------ | ------------------------ | ---------------------- | ---------------------- | ---------------- | -------- |
| 4月23日 | モナコグランプリ   | モンテカルロ市街地コース | アキーレ・ヴァルツィ   | アキーレ・ヴァルツィ   | ブガッティ       | 詳細     |
| 6月11日 | フランスグランプリ | リナ・モンレリ           | ジュゼッペ・カンパーリ | ジュゼッペ・カンパーリ | マセラティ       | 詳細     |
| 7月9日  | ベルギーグランプリ | スパ・フランコルシャン   | タツィオ・ヌヴォラーリ | タツィオ・ヌヴォラーリ | マセラティ       | 詳細     |
| 9月10日 | イタリアグランプリ | モンツァ・サーキット     | ルイジ・ファジオーリ   | ルイジ・ファジオーリ   | アルファロメオ   | 詳細     |
| 9月24日 | スペイングランプリ | ラサルテ・サーキット     | タツィオ・ヌヴォラーリ | ルイ・シロン           | アルファロメオ   | 詳細     |

### その他のグランプリ
| 開催日   | レース                                     | サーキット                   | 優勝者                               | コンストラクター   | レポート |
| -------- | ------------------------------------------ | ---------------------------- | ------------------------------------ | ------------------ | -------- |
| 2月19日  | ポーグランプリ                             | ポー市街地コース             | マルセル・ルー                       | ブガッティ         | 詳細     |
| 2月26日  | スウェーデン冬季グランプリ                 | レメン湖                     | パーヴィクトル・ウィーデングレン     | アルファロメオ     | 詳細     |
| 3月5日   | スウェーデン・アイスレース                 | ヘムフィヤルデン             | パウル・ピーチュ                     | アルファロメオ     | 詳細     |
| 3月26日  | チュニスグランプリ                         | カルタゴ市街地コース         | タツィオ・ヌヴォラーリ               | アルファロメオ     | 詳細     |
| 4月30日  | チルクイート・ディ・ピエトロ・ボルディーノ | アレッサンドリア市街地コース | タツィオ・ヌヴォラーリ               | アルファロメオ     | 詳細     |
| 5月7日   | トリポリグランプリ                         | メラハ・サーキット           | アキーレ・ヴァルツィ                 | ブガッティ         | 詳細     |
| 5月7日   | フィンランドグランプリ                     | インタルハ公園               | カール・エッブ                       | メルセデス・ベンツ | 詳細     |
| 5月21日  | アヴスレンネン                             | アヴス                       | アキーレ・ヴァルツィ                 | ブガッティ         | 詳細     |
| 5月21日  | ピカルディグランプリ                       | ペロンヌ市街地コース         | フィリップ・エトンスラン             | アルファロメオ     | 詳細     |
| 5月28日  | アイフェルレンネン                         | ニュルブルクリンク           | タツィオ・ヌヴォラーリ               | アルファロメオ     | 詳細     |
| 5月28日  | タルガ・フローリオ                         | ピッコロ・マドニエ           | アントニオ・ブリヴィオ               | アルファロメオ     | 詳細     |
| 6月4日   | グランプリ・ド・フロンティエ               | シメイ市街地コース           | ウィリー・ロングヴィル               | ブガッティ         | 詳細     |
| 6月4日   | プロヴァンストロフィー                     | ニーム市街地コース           | マルセル・ジャコブ                   | ブガッティ         | 詳細     |
| 6月4日   | ニームグランプリ                           | ニーム市街地コース           | タツィオ・ヌヴォラーリ               | アルファロメオ     | 詳細     |
| 6月11日  | チルクイート・ディ・フローレンス           | フィレンツェ市街地コース     | カルロ・フェリーチェ・トロッシ       | アルファロメオ     | 詳細     |
| 6月11日  | リヴィウグランプリ                         | リヴィウ市街地コース         | ユージン・ビョルンスタッド           | アルファロメオ     | 詳細     |
| 6月25日  | ペーニャ・リン・グランプリ                 | モンジュイック・サーキット   | ホアン・ザネリ                       | アルファロメオ     | 詳細     |
| 7月1日   | ブリティッシュ・エンパイア・トロフィー     | ブルックランズ               | スタニスラス・チャイコフスキー       | ブガッティ         | 詳細     |
| 7月2日   | マルヌグランプリ                           | ランス・グー                 | フィリップ・エトンスラン             | アルファロメオ     | 詳細     |
| 7月14日  | マニン・モア                               | ダグラス・サーキット         | ブライアン・ルイス                   | アルファロメオ     | 詳細     |
| 7月16日  | ディエップ グランプリ                      | ディエップ市街地コース       | マルセル・ルー                       | ブガッティ         | 詳細     |
| 7月30日  | コッパ・チアーノ                           | モンテネーロ・サーキット     | タツィオ・ヌヴォラーリ               | マセラティ         | 詳細     |
| 8月6日   | スウェーデン夏季グランプリ                 | ヴラムサーキット             | アントニオ・ブリヴィオ               | アルファロメオ     | 詳細     |
| 8月6日   | ニースグランプリ                           | ニース市街地コース           | タツィオ・ヌヴォラーリ               | マセラティ         | 詳細     |
| 8月13日  | コッパ・アチェルボ                         | ペスカーラ・サーキット       | ルイジ・ファジオーリ                 | アルファロメオ     | 詳細     |
| 8月13日  | ラ・ボルグランプリ                         | ラ・ボル市街地コース         | ウィリアム・グローバー＝ウィリアムズ | ブガッティ         | 詳細     |
| 8月20日  | コマンジュグランプリ                       | サン・ゴーダンス市街地コース | ルイジ・ファジオーリ                 | アルファロメオ     | 詳細     |
| 8月27日  | マルセイユ グランプリ                      | ミラマ市街地コース           | ルイ・シロン                         | アルファロメオ     | 詳細     |
| 8月27日  | アルビグランプリ                           | アルビ市街地コース           | ルイ・ブライヤール                   | ブガッティ         | 詳細     |
| 9月10日  | モンツァグランプリ                         | モンツァ                     | マルセル・ルー                       | ブガッティ         | 詳細     |
| 9月17日  | チェコスロヴァキアグランプリ               | ブルノ市街地コース           | ルイ・シロン                         | アルファロメオ     | 詳細     |
| 10月7日  | ドニントンパーク トロフィー                | ドニントンパーク             | アール・ハウ                         | ブガッティ         | 詳細     |
| 10月21日 | マウンテン・チャンピオンシップ             | ブルックランズ               | ホイットニー・ストレート             | マセラティ         | 詳細     |

## シーズン結果

### グランプリ優勝者

#### ドライバー
| ドライバー名                         | 勝利数 | 勝利数            |
| ドライバー名                         | 計     | グラン エプルーヴ |
| ------------------------------------ | ------ | ----------------- |
| タツィオ・ヌヴォラーリ               | 7      | 1                 |
| ルイ・シロン                         | 3      | 1                 |
| ルイジ・ファジオーリ                 | 3      | 1                 |
| マルセル・ルー                       | 3      | 0                 |
| アキーレ・ヴァルツィ                 | 3      | 1                 |
| アントニオ・ブリヴィオ               | 2      | 0                 |
| フィリップ・エトンスラン             | 2      | 0                 |
| ユージン・ビョルンスタッド           | 1      | 0                 |
| ルイ・ブライヤール                   | 1      | 0                 |
| ジュゼッペ・カンパーリ               | 1      | 1                 |
| スタニスラス・チャイコフスキー       | 1      | 0                 |
| カール・エッブ                       | 1      | 0                 |
| ウィリアム・グローバー＝ウィリアムズ | 1      | 0                 |
| アール・ハウ                         | 1      | 0                 |
| マルセル・ジャコブ                   | 1      | 0                 |
| ブライアン・ルイス                   | 1      | 0                 |
| ウィリー・ロングヴィル               | 1      | 0                 |
| ホイットニー・ストレート             | 1      | 0                 |
| カルロ・フェリーチェ・トロッシ       | 1      | 0                 |
| ホアン・ザネリ                       | 1      | 0                 |

#### コンストラクター
| コンストラクター名 | 勝利数 | 勝利数            |
| コンストラクター名 | 計     | グラン エプルーヴ |
| ------------------ | ------ | ----------------- |
| アルファロメオ     | 19     | 2                 |
| ブガッティ         | 13     | 1                 |
| マセラティ         | 3      | 2                 |
| メルセデス・ベンツ | 1      | 0                 |